# Urgleptes franciscanus
Urgleptes franciscanus är en skalbaggsart som först beskrevs av Julius Melzer 1935.  Urgleptes franciscanus ingår i släktet Urgleptes och familjen långhorningar. Inga underarter finns listade i Catalogue of Life.